# 白川橋 (飛騨川)

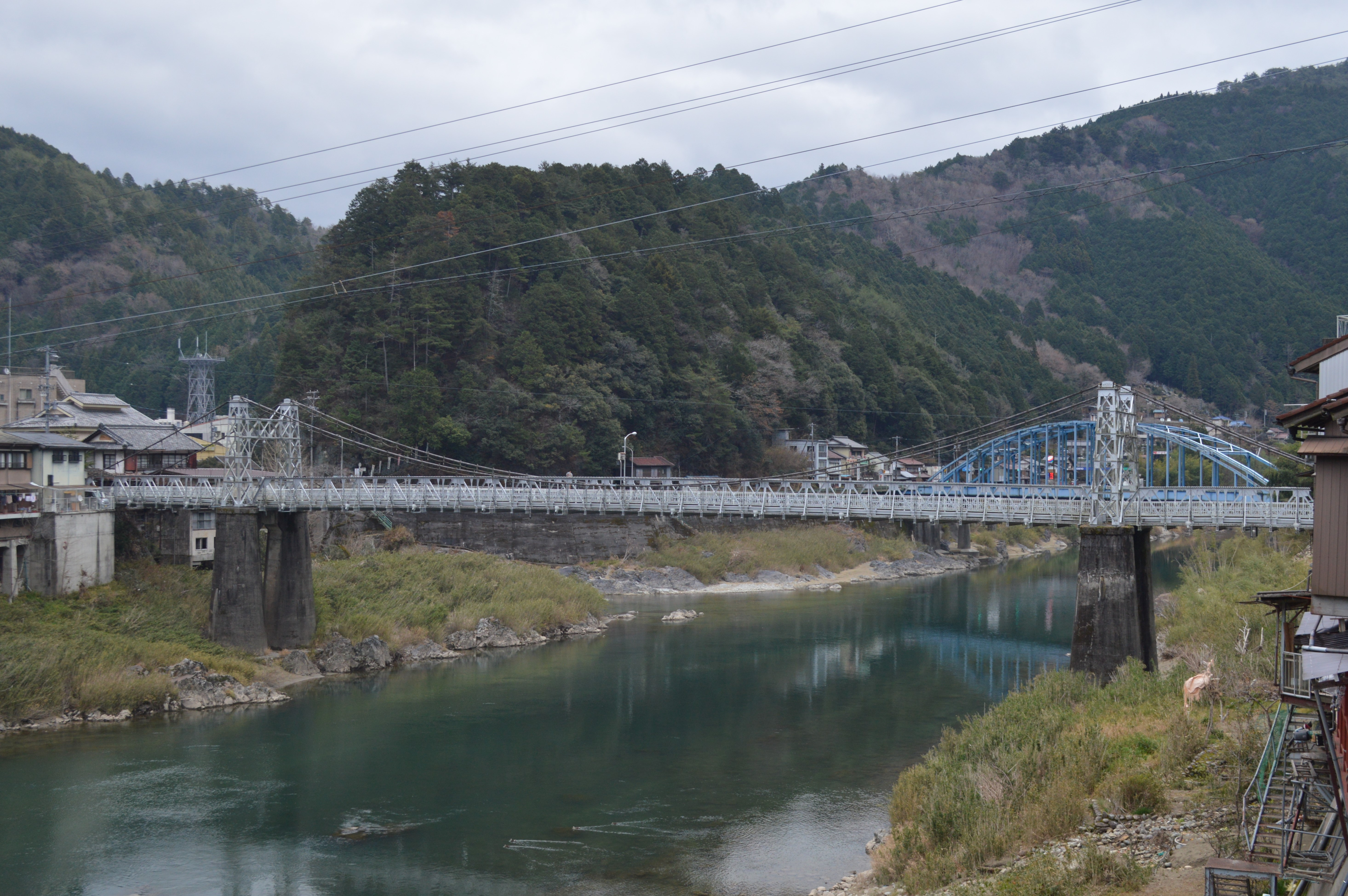
上流から見た白川橋

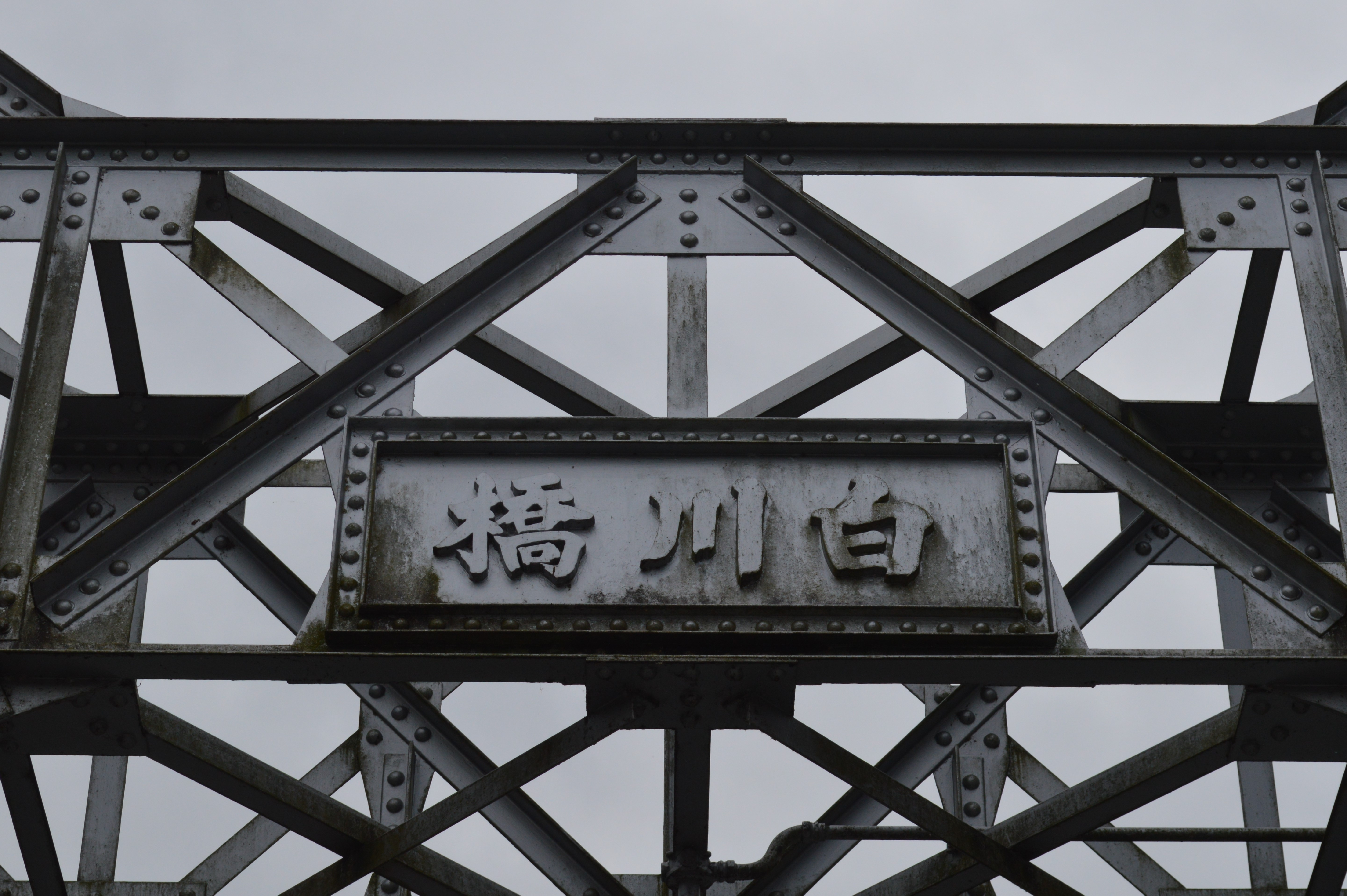
題字

白川橋（しらかわばし）は、岐阜県加茂郡白川町の飛騨川にかかる橋梁。歩行者・自転車専用の吊橋である。土木学会選奨土木遺産。登録有形文化財。

## 特色
名称は飛騨川支流の白川のことではなく、西白川村（現・白川町）という地名に由来する。白川は白川橋の下流約100m付近で飛騨川に合流する。
JR高山本線白川口駅と白川町中心地を結ぶ橋であり、1926年（大正15年）の白川口駅開業に合わせて同年に完成した。現存する数少ない大正時代の近代吊橋である。両岸に花崗岩製の袖柱がある。2006年（平成18年）には土木学会選奨土木遺産に認定された。2013年（平成25年）3月29日には登録有形文化財に登録された。
なお、中部北陸自然歩道のモデルコースである「パイプオルガンの里探訪のみち」のルート上にある。

## 沿革
- 1926年（大正15年） - 開通[2]。開通当初は床は木製であった。
- 1953年（昭和28年） - 二級国道155号名古屋富山線（愛知県名古屋市 - 富山県富山市）になる。
- 1959年（昭和34年） - 二級国道155号は一級国道41号（現・国道41号）（愛知県名古屋市 - 富山県富山市）に昇格する。
- 1960年（昭和35年） - 白川橋下流約500mに飛泉橋が開通。国道41号は飛泉橋経由となり、白川橋は歩行者・自転車専用の橋になる。
- 1978年（昭和53年） - 修繕工事が行なわれ、床がコンクリート製になる。
- 2006年（平成18年） - 土木学会選奨土木遺産に認定。夜間ライトアップが開始される。
- 2013年（平成25年）3月29日 - 登録有形文化財に登録される[2]。

## 諸元
- 供用開始：1926年（大正15年）
- 橋梁形式：3径間トラス補鋼吊橋、鋼塔
- 橋長：115.8m
- 支間：中央74.6m、両端各20.0m
- 幅員： 3.6m
- 製造：日本橋梁